# Inger Edelfeldt

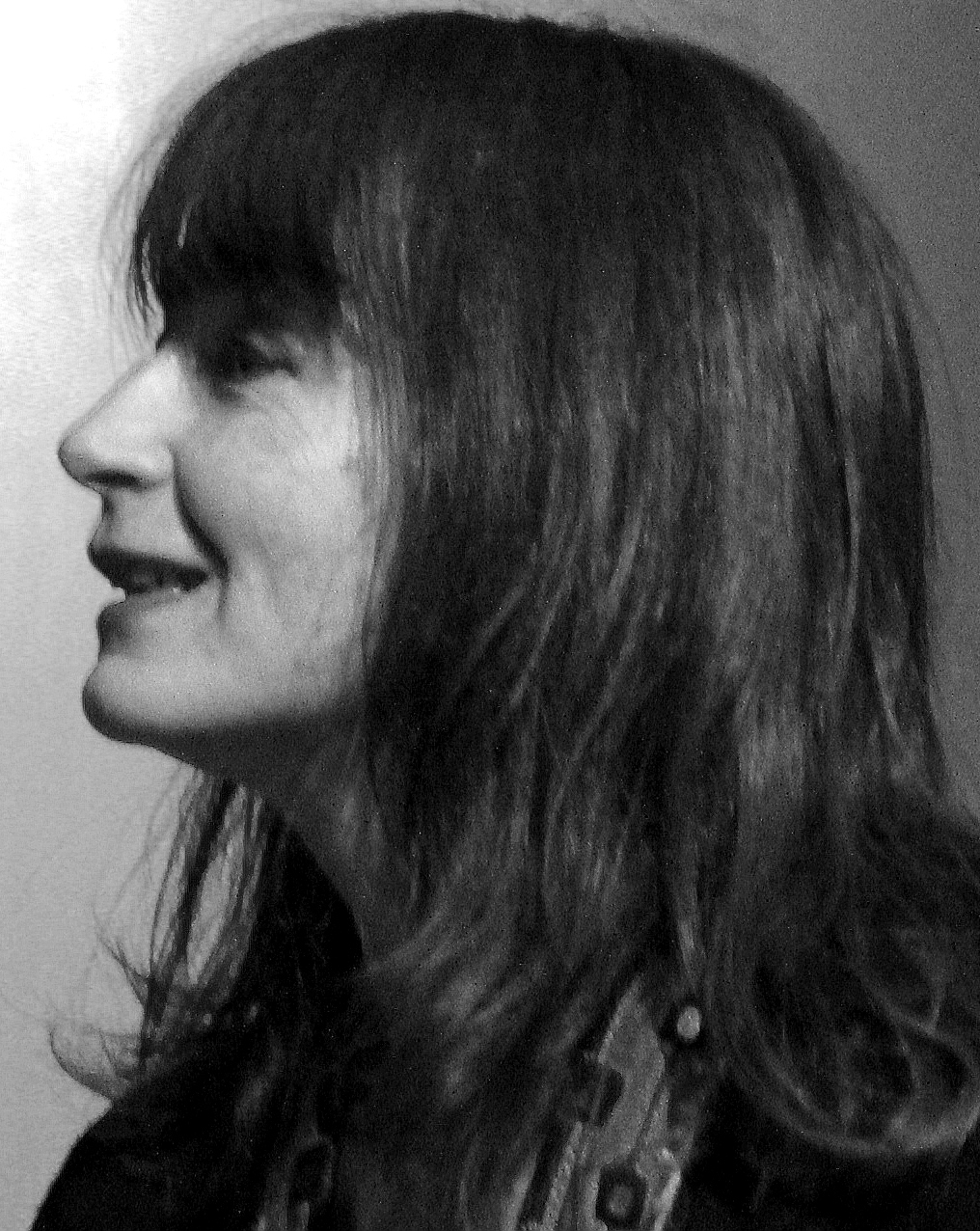
Inger Edelfeldt

Inger Edelfeldt es una escritora, traductora e ilustradora sueca nacida en Estocolmo en 1965. Su primera obra publicada es la novela Jim en el espejo (en sueco, Duktig pojke, literalmente Buen chico), sobre un adolescente que descubre su homosexualidad. Ha escrito unos veinte libros desde entonces, entre novelas, relatos cortos, poesía y literatura infantil y juvenil. Ganó el premio Deutscher Jugendliteraturpreis (premio alemán de literatura juvenil) en 1987, por la novela Breven till nattens drottning.